# Bithuwa
Bithuwa (nep. बिथुवा) – gaun wikas samiti w zachodniej części Nepalu w strefie Lumbini w dystrykcie Kapilvastu. Według nepalskiego spisu powszechnego z 2001 roku liczył on 531 gospodarstw domowych i 3872 mieszkańców (1870 kobiet i 2002 mężczyzn).